# 马静 (1963年8月)
马静（1963年8月—），女，回族，中华人民共和国政治人物。现任河南省许昌市魏都区南关街道七一社区党委书记、居委会主任。第十四届全国人大代表。